# 伊利亞尼山
伊利亞尼山（艾馬拉語：或）是秘魯的山峰，位於該國東南部普諾大區，由蘭帕省的帕拉蒂亞區負責管轄，屬於安地斯山脈的一部分，海拔高度5,000米。